# Gregory (Teksas)
Gregory je grad u američkoj saveznoj državi Teksas. Prema popisu stanovništva iz 2010. u njemu je živjelo 1.907 stanovnika.